# Hope Olaide Wilson
Hope Adjoko Olubunkonla Olaide Wilson (* 16. August 1985 im Vereinigten Königreich) ist eine britische Filmschauspielerin.

## Leben
Hope Olaide Wilson wuchs in London und Lagos, Nigeria auf. Das Schauspiel hat sie an der London Academy of Music and Dramatic Art (LAMDA) erlernt. Seit 2006 ist sie Schauspielerin für Filme und Fernsehserien. 2013 wirkte sie in The Philosophers – Wer überlebt? mit. Ab 2014 spielte sie „Bertrise“ in der Endzeit-Serie The Last Ship. Ab 2016 produzierte sie eine Reihe von Kurzfilmen. 2017 spielte sie „Miranda Collins“ in der Serie The Fosters.

## Filmografie (Auswahl)
- 2007: The Unit (Fernsehserie, Folge 2x19 The Outsiders)
- 2009: Life Is Hot in Cracktown
- 2009: I Can Do Bad All by Myself
- 2012: Southland (Fernsehserie, Folge 4x04 Identity)
- 2013: The Philosophers – Wer überlebt? (After the Dark)
- 2014: CSI: NY (Fernsehserie, Folge 9x17 Today Is Life)
- 2015: Midnight Sex Run
- 2015: Rosewood (Fernsehserie, Folge 1x05 Necrosis and New Beginnings)
- 2014–2015: The Last Ship (Fernsehserie, 16 Folgen)
- 2016: Code Black (Fernsehserie, Folge 2x08 1.0 Bodies)
- 2017: The Fosters (Fernsehserie, 4 Folgen)
- 2017: The Price
- 2017: The Affair (Fernsehserie, Folge 3x08 308)
- 2018: Seven Seconds (Fernsehserie, Folge 1x04 That What Follows)
- 2018: Solace
- 2020: Spenser Confidential